# Verwaltungsgemeinschaft Weitzschker Weidatal
In der Verwaltungsgemeinschaft waren im sachsen-anhaltischen Landkreis Merseburg-Querfurt die Gemeinden Alberstedt, Esperstedt, Farnstädt und Schraplau zusammengeschlossen. Am 1. Januar 2005 wurde sie mit der Verwaltungsgemeinschaft Wein-Weida-Land zur neuen Verwaltungsgemeinschaft Weida-Land zusammengeschlossen. Namensgebend war der Bach Weida.